# США на летних Олимпийских играх 1920
На летних Олимпийских играх 1920 года США представляли 288 спортсменов (274 мужчины, 14 женщин). Они завоевали 41 золотую, 27 серебряных и 27 бронзовых медалей, что вывело сборную на 1-е место в неофициальном командном зачёте.

## Медалисты
| Медаль  | Спортсмен | Вид спорта           | Дисциплина                                                                 |
| ------- | --- | -------------------- | -------------------------------------------------------------------------- |
| Золото  | Чарльз Паддок | Лёгкая атлетика      | Мужчины, 100 м                                                             |
| Золото  | Аллен Вудринг | Лёгкая атлетика      | Мужчины, 200 м                                                             |
| Золото  | Фрэнк Лумис | Лёгкая атлетика      | Мужчины, 400 м с барьерами                                                 |
| Золото  | Чарльз Паддок Джексон Шольц Лорен Мерчисон Моррис Киркси | Лёгкая атлетика      | Мужчины, эстафета 4×100 м                                                  |
| Золото  | Хорэйс Браун Альфред Шардт Айвэн Дрессер | Лёгкая атлетика      | Мужчины, 3000 м в командном зачёте                                         |
| Золото  | Ричмонд Лэндон | Лёгкая атлетика      | Мужчины, прыжки в высоту                                                   |
| Золото  | Фрэнк Фосс | Лёгкая атлетика      | Мужчины, прыжки с шестом                                                   |
| Золото  | Патрик Макдональд | Лёгкая атлетика      | Мужчины, метание веса в 56 фунтов                                          |
| Золото  | Патрик Райан | Лёгкая атлетика      | Мужчины, метание молота                                                    |
| Золото  | Фрэнк Ди Дженнара | Бокс                 | Мужчины, до 50,8 кг                                                        |
| Золото  | Сэмюэл Мосберг | Бокс                 | Мужчины, до 61,2 кг                                                        |
| Золото  | Эдди Иган | Бокс                 | Мужчины, до 79,4 кг                                                        |
| Золото  | Луис Куэн | Прыжки в воду        | Мужчины, трамплин 3 м                                                      |
| Золото  | Кларенс Пинкстон | Прыжки в воду        | Мужчины, вышка                                                             |
| Золото  | Эйлин Риджин | Прыжки в воду        | Женщины, трамплин 3 м                                                      |
| Золото  | Джон Келли-старший | Академическая гребля | Мужчины, одиночки                                                          |
| Золото  | Джон Келли-старший Пол Костелло | Академическая гребля | Мужчины, двойки                                                            |
| Золото  | Верджил Джакомини Эдвин Грейвз Уильям Джордан Эдвард Мур Олден Санборн Дональд Джонстон Винсент Галлахер Клайд Кинг Шерман Кларк | Академическая гребля | Мужчины, восьмёрки с рулевым                                               |
| Золото  | Чарльз Доу Джордж Дэвис Моррис Киркси Дэниел Брендон Кэрролл Джон Малдун Чарльз Механ Джон Томас О’Нил Эрвин Райтер Хитон Ренн Колби Слейтер Джек Патрик Динк Темплтон Чарльз Ли Тилден Джеймс Дуарте Уинстон Джеймс Пол Фитцпатрик Джордж Фиш Лу Хантер Гарольд фон Шмидт Рудольф Шольц | Регби                | Мужчины                                                                    |
| Золото  | Моррис Фишер Джозеф Джексон Уиллис Огастес Ли Ллойд Спунер Карл Осберн | Стрельба             | Мужчины, армейская винтовка лёжа, 300 м, командное первенство              |
| Золото  | Карл Осберн | Стрельба             | Мужчины, армейская винтовка стоя, 300 м                                    |
| Золото  | Моррис Фишер | Стрельба             | Мужчины, армейская винтовка из трёх положений, 300 м                       |
| Золото  | Деннис Фентон Моррис Фишер Уиллис Огастес Ли Ллойд Спунер Карл Осберн | Стрельба             | Мужчины, армейская винтовка из трёх положений, 300 м, командное первенство |
| Золото  | Деннис Фентон Джозеф Джексон Уиллис Огастес Ли Ллойд Спунер Оливер Шрайвер | Стрельба             | Мужчины, армейская винтовка лёжа, 600 м, командное первенство              |
| Золото  | Карл Осберн Джозеф Джексон Уиллис Огастес Ли Ллойд Спунер Оливер Шрайвер | Стрельба             | Мужчины, армейская винтовка лёжа, 300 и 600 м, командное первенство        |
| Золото  | Лоуренс Нюсляйн | Стрельба             | Мужчины, малокалиберная винтовка, 50 м                                     |
| Золото  | Деннис Фентон Артур Ротрок Уиллис Огастес Ли Лоуренс Нюсляйн Оливер Шрайвер | Стрельба             | Мужчины, малокалиберная винтовка, 50 м, командное первенство               |
| Золото  | Карл Фредерик Луис Харант Майкл Келли Альфред Лэйн Джеймс Снук | Стрельба             | Мужчины, армейский пистолет, 30 м, командное первенство                    |
| Золото  | Карл Фредерик | Стрельба             | Мужчины, произвольный пистолет, 50 м                                       |
| Золото  | Карл Фредерик Рэймонд Брэкен Майкл Келли Альфред Лэйн Джеймс Снук | Стрельба             | Мужчины, произвольный пистолет, 50 м, командное первенство                 |
| Золото  | Марк Арие | Стрельба             | Мужчины, трап                                                              |
| Золото  | Марк Арие Фрэнк Трои Фрэнк Райт Хорас Бонсер Джей Кларк Форест МакНейр | Стрельба             | Мужчины, трап, командное первенство                                        |
| Золото  | Дьюк Каханамоку | Плавание             | Мужчины, 100 м вольным стилем                                              |
| Золото  | Норман Росс | Плавание             | Мужчины, 400 м вольным стилем                                              |
| Золото  | Норман Росс | Плавание             | Мужчины, 1500 м вольным стилем                                             |
| Золото  | Уоррен Кеалоха | Плавание             | Мужчины, 100 м на спине                                                    |
| Золото  | Дьюк Каханамоку Пуа Кеалоха Перри Макджилливрэй Норман Росс | Плавание             | Мужчины, эстафета 4×200 м вольным стилем                                   |
| Золото  | Этельда Блейбтрей | Плавание             | Женщины, 100 м вольным стилем                                              |
| Золото  | Этельда Блейбтрей | Плавание             | Женщины, 300 м вольным стилем                                              |
| Золото  | Этельда Блейбтрей Ирен Гест Фрэнсис Скрот Маргарет Вудбридж | Плавание             | Женщины, эстафета 4×100 м вольным стилем                                   |
| Золото  | Чарльз Экерли | Борьба               | Мужчины, вольная борьба, до 60 кг                                          |
| Серебро | Моррис Киркси | Лёгкая атлетика      | Мужчины, 100 м                                                             |
| Серебро | Чарльз Паддок | Лёгкая атлетика      | Мужчины, 200 м                                                             |
| Серебро | Эрл Эби | Лёгкая атлетика      | Мужчины, 800 м                                                             |
| Серебро | Харольд Баррон | Лёгкая атлетика      | Мужчины, 110 м с барьерами                                                 |
| Серебро | Джон Нортон | Лёгкая атлетика      | Мужчины, 400 м с барьерами                                                 |
| Серебро | Патрик Флинн | Лёгкая атлетика      | Мужчины, 3000 м с препятствиями                                            |
| Серебро | Джозеф Пирмэн | Лёгкая атлетика      | Мужчины, ходьба 10 км                                                      |
| Серебро | Карл Джонсон | Лёгкая атлетика      | Мужчины, прыжки в длину                                                    |
| Серебро | Харольд Мюллер | Лёгкая атлетика      | Мужчины, прыжки в высоту                                                   |
| Серебро | Патрик Райан | Лёгкая атлетика      | Мужчины, метание веса в 56 фунтов                                          |
| Серебро | Эверетт Брэдли | Лёгкая атлетика      | Мужчины, пятиборье                                                         |
| Серебро | Брутус Хамильтон | Лёгкая атлетика      | Мужчины, десятиборье                                                       |
| Серебро | Кларенс Пинкстон | Прыжки в воду        | Мужчины, трамплин 3 м                                                      |
| Серебро | Хелен Уэйнрайт | Прыжки в воду        | Женщины, трамплин 3 м                                                      |
| Серебро | Раймонд Бонней Энтони Конрой Херберт Друри Эдвард Фитцжеральд Джордж Геран Фрэнк Гохейн Джозеф Маккормик Лоуренс Маккормик Фрэнк Синнотт Леон Так Кирилл Вайденборнер | Хоккей               | Мужчины                                                                    |
| Серебро | Кеннет Майерс Карл Клоуз Франц Федершмидт Эрих Федершмидт Шерман Кларк | Академическая гребля | Мужчины, четвёрки распашные с рулевым                                      |
| Серебро | Томас Браун Лоуренс Нюсляйн Уиллис Огастес Ли Ллойд Спунер Карл Осберн | Стрельба             | Мужчины, армейская винтовка стоя, 300 м, командное первенство              |
| Серебро | Артур Ротрок | Стрельба             | Мужчины, малокалиберная винтовка, 50 м                                     |
| Серебро | Рэймонд Брэкен | Стрельба             | Мужчины, армейский пистолет, 30 м                                          |
| Серебро | Фрэнк Трои | Стрельба             | Мужчины, трап                                                              |
| Серебро | Пуа Кеалоха | Плавание             | Мужчины, 100 м вольным стилем                                              |
| Серебро | Людвиг Лэнджер | Плавание             | Мужчины, 400 м вольным стилем                                              |
| Серебро | Рэймонд Кеджерис | Плавание             | Мужчины, 100 м на спине                                                    |
| Серебро | Ирен Гест | Плавание             | Женщины, 100 м вольным стилем                                              |
| Серебро | Маргарет Вудбридж | Плавание             | Женщины, 300 м вольным стилем                                              |
| Серебро | Сэмюэл Джерсон | Борьба               | Мужчины, вольная борьба, до 60 кг                                          |
| Серебро | Натаниэл Пендлетон | Борьба               | Мужчины, вольная борьба, свыше 82,5 кг                                     |
| Бронза  | Лоуренс Шилдс | Лёгкая атлетика      | Мужчины, 1500 м                                                            |
| Бронза  | Фредерик Мюррей | Лёгкая атлетика      | Мужчины, 110 м с барьерами                                                 |
| Бронза  | Огаст Деш | Лёгкая атлетика      | Мужчины, 400 м с барьерами                                                 |
| Бронза  | Ричард Ремер | Лёгкая атлетика      | Мужчины, ходьба 3 км                                                       |
| Бронза  | Эдвин Майерс | Лёгкая атлетика      | Мужчины, прыжки с шестом                                                   |
| Бронза  | Харри Лайвседж | Лёгкая атлетика      | Мужчины, толкание ядра                                                     |
| Бронза  | Огастас Поуп | Лёгкая атлетика      | Мужчины, метание диска                                                     |
| Бронза  | Басил Беннетт | Лёгкая атлетика      | Мужчины, метание молота                                                    |
| Бронза  | Фредерик Колберг | Бокс                 | Мужчины, до 66,7 кг                                                        |
| Бронза  | Луис Болбэч | Прыжки в воду        | Мужчины, трамплин 3 м                                                      |
| Бронза  | Хэйг Прист | Прыжки в воду        | Мужчины, вышка                                                             |
| Бронза  | Телма Пэйне | Прыжки в воду        | Женщины, трамплин 3 м                                                      |
| Бронза  | Фрэнсис Хоникатт Артур Лайон Роберт Сиэрс Генри Брекинридж Гарольд Рэйнер | Фехтование           | Мужчины, рапира, командное первенство                                      |
| Бронза  | Тереза Бланшар-Вельд | Фигурное катание     | Женщины, одиночки                                                          |
| Бронза  | Артур Рингленд Харрис Терри де ла Меса Аллен Джон Картер Монтгомери Нельсон Маргеттс | Поло                 | Мужчины                                                                    |
| Бронза  | Лоуренс Нюсляйн | Стрельба             | Мужчины, армейская винтовка стоя, 300 м                                    |
| Бронза  | Ллойд Спунер | Стрельба             | Мужчины, армейская винтовка лёжа, 600 м                                    |
| Бронза  | Деннис Фентон | Стрельба             | Мужчины, малокалиберная винтовка, 50 м                                     |
| Бронза  | Альфред Лэйн | Стрельба             | Мужчины, произовольный пистолет, 50 м                                      |
| Бронза  | Томас Браун Уиллис Огастес Ли Лоуренс Нюсляйн Карл Осберн Ллойд Спунер | Стрельба             | Мужчины, одиночные выстрелы по «бегущему оленю», командное первенство      |
| Бронза  | Фрэнк Райт | Стрельба             | Мужчины, трап                                                              |
| Бронза  | Уильям Харрис | Плавание             | Мужчины, 100 м вольным стилем                                              |
| Бронза  | Фрэнсис Скрот | Плавание             | Женщины, 100 м вольным стилем                                              |
| Бронза  | Фрэнсис Скрот | Плавание             | Женщины, 300 м вольным стилем                                              |
| Бронза  | Чарлз Джонсон | Борьба               | Мужчины, вольная борьба, до 75 кг                                          |
| Бронза  | Уолтер Маурер | Борьба               | Мужчины, вольная борьба, до 82,5 кг                                        |
| Бронза  | Фредерик Мейер | Борьба               | Мужчины, вольная борьба, свыше 82,5 кг                                     |

## Результаты соревнований

### Академическая гребля
Соревнования по академической гребле проходили с 27 по 29 августа на канале Виллебрук. Соревнования проходили по олимпийской системе. Из каждого заезда в следующий раунд выходил только победитель. В зависимости от дисциплины в финале участвовали либо 2, либо 3 сильнейших экипажа по итогам предварительных раундов.
Олимпийским чемпионом 1920 года в одиночках стал американец Джон Келли-старший, победивший в зрелищном финальном заезде действующего победителя «Бриллиантовых вёсел» британца Джека Бересфорда. Их дуэль могла состояться чуть ранее во время Хенлейской регаты, но Келли не разрешили принять участие в этих соревнованиях из-за того, что Джон работал каменщиком, а значит не подпадал под любительский статус спортсмена, а также состоял в лодочном клубе «Веспер», который с 1906 года не допускали до этой Регаты. Финальная гонка, состоявшаяся в Антверпене считается одной из самых ярких и драматичных в истории академической гребли. Со старта лидерство захватил Бересфорд, но за несколько сотен метров до финиша Келли смог догнать его и на финише смог опередить его всего на 1 секунду. По одной из версий после финиша гонки Джон Келии отправил свою кепку королю Великобритании Георгу V с запиской «Привет от каменщика». Спустя полчаса после победы в одиночках Келли-старший стал чемпионом в двойках парных вместе с Полом Костелло. По возрвращении в Филадельфию Келли-старшего встречали 100 000 человек.
Мужчины
| Соревнование | Спортсмены         | Первый раунд | Первый раунд | Первый раунд | Полуфинал | Полуфинал | Полуфинал | Финал     | Финал | Итоговое место |
| Соревнование | Спортсмены         | Заезд        | Время        | Место        | Заезд     | Время     | Место     | Время     | Место | Итоговое место |
| ------------ | ------------------ | ------------ | ------------ | ------------ | --------- | --------- | --------- | --------- | ----- | -------------- |
| одиночки     | Джон Келли-старший | 3            | 7:44,2       | 1 Q          | 2         | 7:46,2    | 1 Q       | 7:35,0 OB | 1     | 1              |